# Historia del caballo en la Edad Media

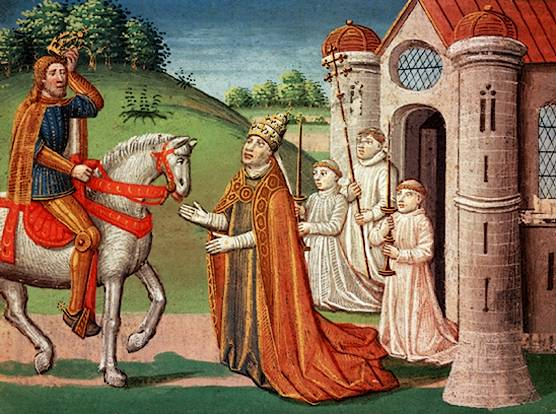
En esta obra del se observa a Carlomagno y al Papa Adriano I. El primero monta un caballo medieval de buena raza, con cuello arqueado y cuerpo bien constituido

Los caballos en la Edad Media se diferenciaban de los caballos actuales en la variedad, complexión y tamaño; y eran en promedio más pequeños que los equinos modernos.
Además, cumplían un papel más central en la sociedad medieval siendo esenciales para la guerra, la agricultura, diversión y el transporte. Para eso se desarrollaron diferentes razas de caballos (muchas de las cuales no tiene equivalentes modernos) para las diversas tareas a realizar.
Para poder estudiar al caballo medieval, los historiadores además de basarse en las modernas razas y restos arqueológicos, deben tener en cuenta los documento escritos y pictóricos

## El caballo en la recreación medieval
Numerosos juegos medievales se basaron en el uso del caballo, como los torneos y justas, donde los caballeros cabalgaban sobre sus monturas simulando combates (o a veces realizando verdaderas batallas) bien fuera por diversión o para resolver disputas personales. Los caballos eran vestidos con gualdrapas, unas telas que los cubrían casi por completo, que cumplían una función decorativa y frecuentemente portaban los colores y escudos del señor o caballero que lo montaba. En las justas también se desarrolló a mediados del siglo XIV diversas piezas metálicas que cada vez fueron multiplicándose hasta cubrir al corcel casi por completo (a finales del siglo XV) protegiendo al animal.
Las cortes francesas e inglesas llegaron a enaltecer la significancia de los torneos con ello la de los caballos, ligándolos inseparablemente del ideal de caballero medieval. El hombre justo de noble corazón que rescataba damiselas montado sobre su corcel rápidamente caló en la literatura medieval y posteriormente renacentista. En muchas ocasiones se crearon leyendas en torno a los caballos particulares, los cuales tenían nombre propio, como el caso del Cid Campeador y su Babieca, Don Quijote de la Mancha y su Rocinante (ficción), el Rey Arturo y sus Llamrei y Hengroen (ficción), y el rey San Ladislao I de Hungría y su corcel Szög. 
El caballo en la Edad Media significaba prestigio social, pues era costoso mantener el animal, y no todos podían darse ese lujo. Los siervos y esclavos estaban totalmente excluidos en este sentido, y solo los libres con las suficientes posibilidades económicas podían tener uno o varios corceles. Por lo general entre la nobleza y la aristocracia tenían varios caballos, uno para torneos, otros para las batallas, y otros para cazar y pasear.

## El caballo en la guerra medieval
En la batalla se utilizaron piezas de armadura similares a las de los torneos y justas, aunque más ligeras para facilitar la carga y el combate. Según registros se sabe que bizantinos, turcos y mongoles fueron conocidos por cubrir a sus animales con gualdrapas hechas con cota de malla a mediados del siglo XII. 
La carga a caballo fue una de las innovaciones más significativas en la Edad Media, pues durante la época del Imperio Romano y de los primeros reinos godos medievales no se utilizaba. Los guerreros viajaban hasta el campo de batalla sobre sus corceles y desmontaban para luchar. Fueron los ingleses los que probablemente iniciaron con estas estrategias, más específicamente en la batalla de Hastings en 1066. Muchas gentes habitantes de las praderas asiáticas como los hunos, ávaros, mongoles, cumanos, pechenegos, húngaros entre otros llevaban un estilo de vida estrechamente ligado al caballo. Era un animal sagrado para ellos, pues por la característica seminómada de la gente este animal era su único transporte. Muchas veces los guerreros eran sepultados junto a sus caballos tras su muerte, y mantenían una relación sentimental muy cercana.
Los húngaros después de su cristianización en el año 1000, si bien adoptaron las costumbres europeas occidentales fundiéndose totalmente con la cultura medieval cristiana, conservaron su vínculo con los caballos y fueron conocidos posteriormente por la cría y comercio de estos animales.
El uso del caballo en la batalla se mantuvo constante durante toda la Edad Media, inclusive tras la aparición de las armas de fuego y el uso de la pólvora en la segunda mitad del siglo XIV. Inclusive durante gran parte de la Edad Moderna, el caballo continuó siendo el animal de batalla más utilizado en el mundo.

## Cría equina

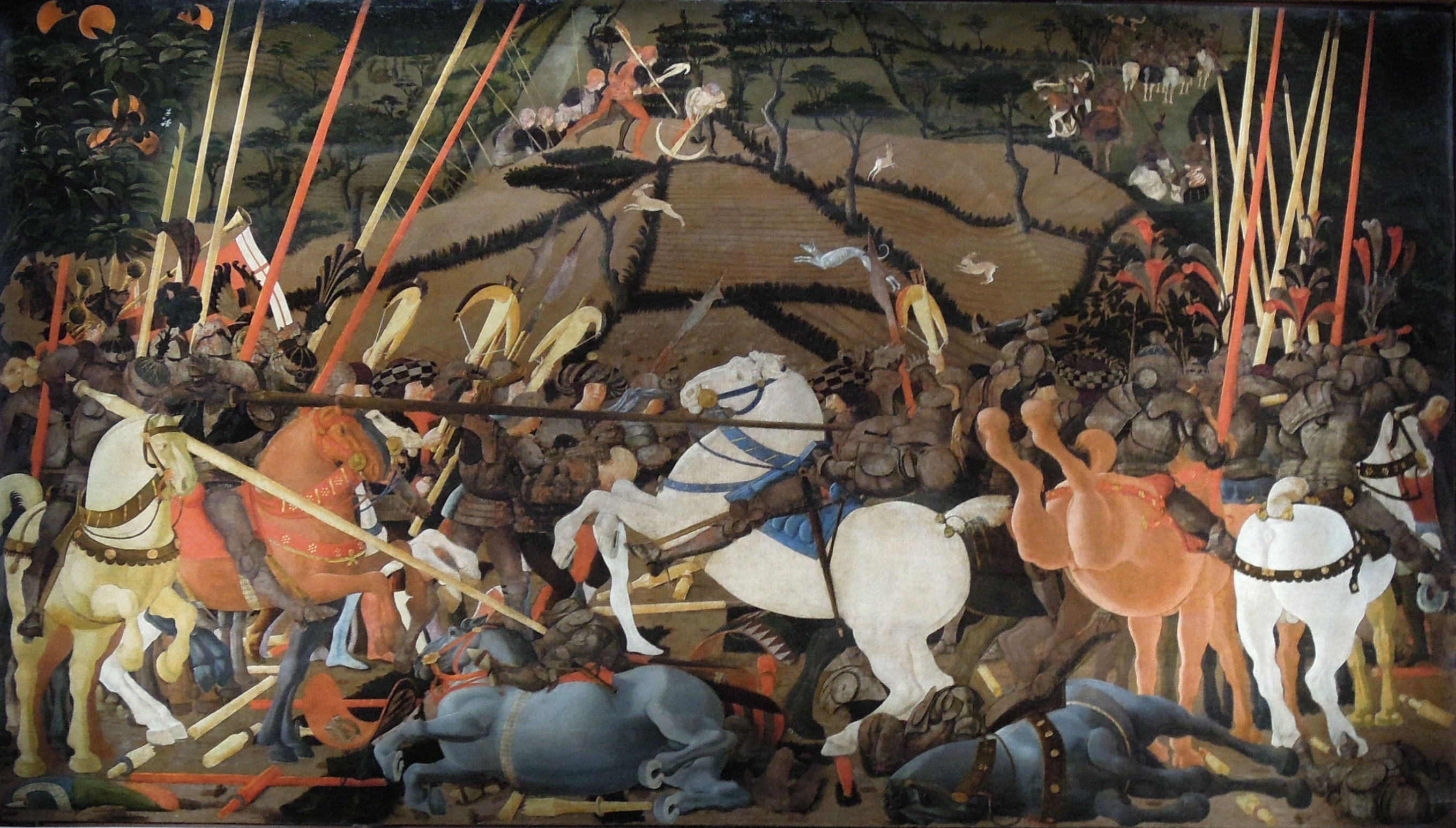
Esta escena del muestra una batalla en la que se ven caballos de fuertes cuerpos durante el combate.

Durante el declive y caída del Imperio Romano mucha de la calidad de cría desarrollada en los siglos anteriores se perdió por la reproducción masiva de los animales y debió ser reconstruido en los siglos siguientes.
En el oeste esto debió hacerse en parte, debido a la dependencia de los pueblos de la isla de Gran Bretaña y Escandinavia a los ejércitos formados exclusivamente por infantería, en donde los caballos eran usados solo para exploración y transporte.
Sin embargo hubo excepciones, como los Merovingios en el siglo VII que mantuvieron en su reino un centro de cría de caballos romanos. En España también se mantuvo una activa cría equina, en parte por la reputación de la región en la cría de caballo y, parcialmente, por la influencia cultural de la conquista islámica de la península.
A pesar de todo, los orígenes del caballo de guerra medieval son aún oscuros, pero se piensa que el mismo pudo haber tenido ascendencia parcial de caballos árabes, quizás predecesores del moderno caballo andaluz.

## Comercio de caballos en la Edad Media
Uno de los ejemplos más conocidos del comercio medieval de caballos fue el caso del Reino de Hungría. La compilación de crónicas rusas escrita aproximadamente en 1110 nos ha dejado la descripción de cuales eran los productos de comercio más característicos de cada país en esa época. El príncipe ruso Sviatoslav I de Kiev, escribió a su madre (Santa Olga de Kiev) y hermanos que: "... no está bien para mi el permanecer aquí en Kiev, voy a vivir en la ciudad de Pereyaslavets cerca del Danubio, porque ese es el centro de mis dominios, a allá llegan los mejores productos: de los griegos oro y vinos, toda clase de frutas de los checos, y de los húngaros la plata y caballos."
Durante las guerras cruzadas muchos caballos húngaros eran comprados, y estos tenían buena fama. En 1096 los cruzados en su paso por tierras húngaras dieron cuenta de enormes cantidades de caballos por todo el reino. Posteriormente en su viaje hacia Tierra Santa el francés Bertrandon de la Brocquiere pasó en 1433 a través de Hungría y registró maravillado en sus crónicas que en el mercado de la ciudad de Szeged se podían hallar a la venta entre 3-4000 caballos, y que por otra parte, cerca de la ciudad de Pest estos animales vivían en libertad por la pradera en gran número.
Por otra parte, siglos después, el cronista francés Gilles Le Bouvier, quien escribió entre 1451 y 1455 "El Libro de Descripción de los Países", dejó registrado que: "... (en Hungría) todos llevan barbas largas, con mucha frecuencia viajan a Roma en peregrinaje santo, más que cualquier otra nación en el mundo. Ahí venden sus hermosos caballos a los venecianos, boloñeses y toscanos... ellos (los húngaros) tienen buenos caballos y portan poca armadura. Raramente bajan de sus caballos, pues siempre van montados sobre ellos a todos lados".